# Konrad von Studt

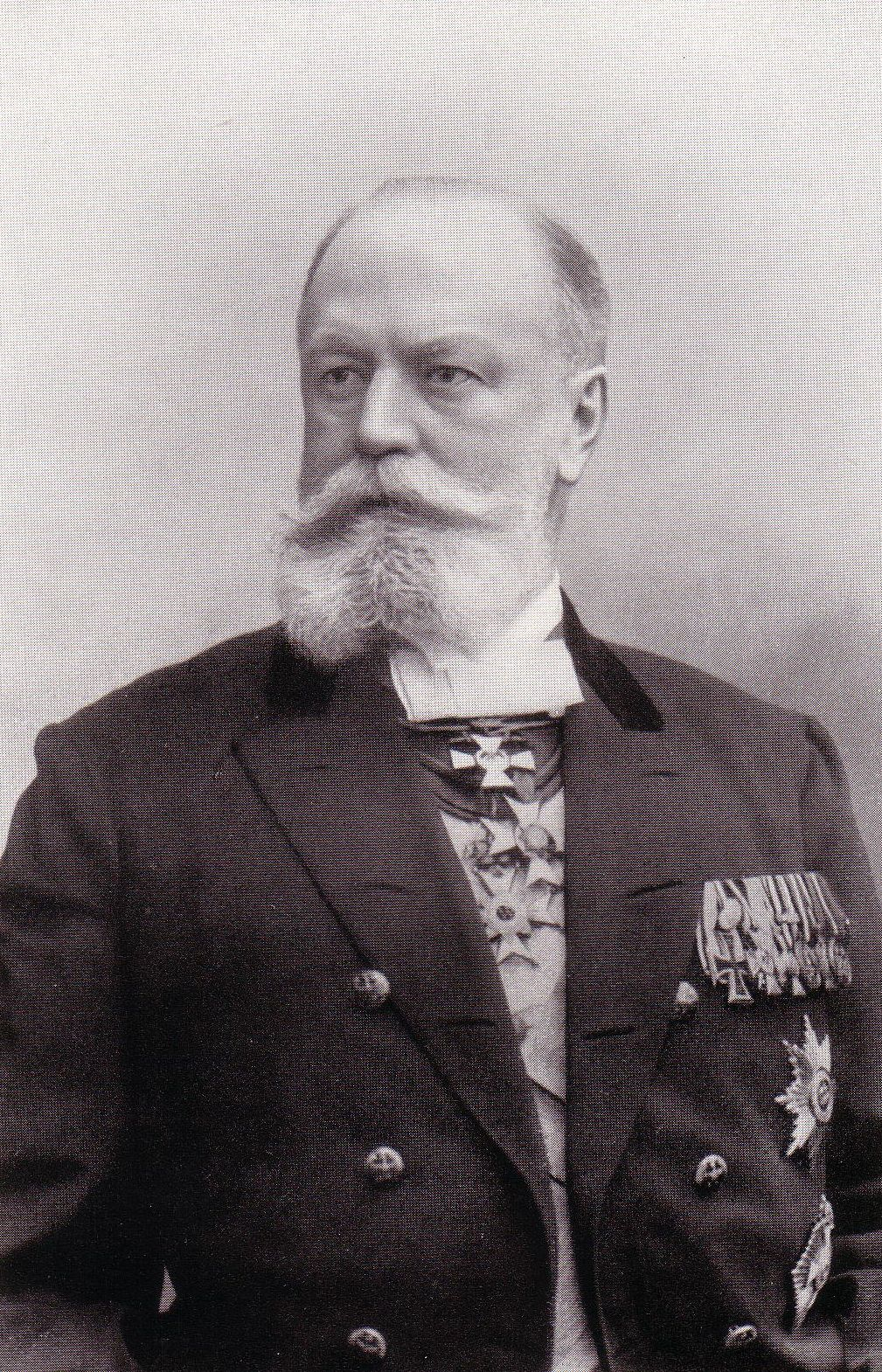
Konrad von Studt.

Heinrich Konrad von Studt, född den 5 oktober 1838 i Schweidnitz, död den 29 oktober 1921 i Berlin, var en preussisk ämbetsman. 
Studt blev 1868 lantråd i Obornik i Posen, var 1876-82 anställd i preussiska inrikesministeriet. Han blev 1882 regeringspresident i Königsberg, 1887 understatssekreterare i Elsass-Lothringen samt 1889 överpresident i Westfalen. Studt var 1899-1907 preussisk kultusminister. Han adlades 1906 och blev vid avskedstagandet ledamot av herrehuset.